# Dendrogram

Dendrogram

Dendrogram je druh diagramu používaný ke znázornění jednotlivých kroků shlukové analýzy.
Při postupu výpočtu metodou aglomerativního dendrogramu vyjadřuje každý prvek samostatně na svislé ose. Horizontální osa vyjadřuje vzdálenost mezi jednotlivými shluky. Shluky se sjednocují podle nejkratší vzdálenosti (ať už měřeno Euklidovskou vzdáleností nebo jinou, či použitím jakékoliv metody počítání vzdáleností (nejbližšího souseda, nejvzdálenějšího, centroidní (těžiště) atd.)).
Svislou osou je možno hledat požadovanou míru shlukování. Dendrogram tak názorně ukazuje průběh celé analýzy a je tak možné výsledky procházet oběma směry – dopředným i zpětným a najít tak optimální výsledek.
Pro znázornění výsledků shlukové analýzy se používá také tzv. rampouchový diagram nebo tabulka s popisem jednotlivých a následných kroků.

## Fylogenetický strom
Typicky se dendrogram využívá při znázorňování fylogenetického vývoje biologického druhu. Z tohoto znázornění se dobře určuje tzv. monofyletický (podle kladistů správně vytvořený) taxon – větev evolučního stromu, do které uvažujeme všechny poddruhy a nic navíc. Z této definice je například druh lidoopů nesprávně vytvořeným taxonem, protože uvažuje všechny velké opice, kromě člověka, přestože by měly být součástí taxonu všechny druhy sdílející společného předka.